# Fehér karácsony (Fekete tükör)
A Fehér karácsony a Fekete tükör című brit sci-fi sorozat különkiadása, sorozatban hetedik epizódja, amit a sorozat showrunnere, Charlie Brooker írt, és Carl Tibbetts rendezett. 2014. december 16-án mutatta be Nagy-Britanniában a Channel 4, Magyarországon pedig a Netflix kínálatában jelent meg. Ez volt az utolsó epizód, amely televízióban került bemutatásra, a Netflixre költözés előtt, miután a Channel 4-ral nem sikerült megállapodni a harmadik évad forgatókönyveit illetően.
Az epizódban három történet kerül elmesélésre. Matt és Joe egy isten háta mögötti kunyhóban tölti a karácsonyt, és ők mondják el ezeket egymásnak. Az egyik egy férfiról szól, aki távsegítséggel próbál nőket elcsábítani egy karácsonyi bulin, a másikban Matt gyárt úgynevezett "sütiket", melyekben emberek tudatának másolatát helyezik el, a harmadikban Joe mesél arról, milyen kétségbeesetten próbálta meg újra felvenni a kapcsolatot exmenyasszonyával, aki hirtelen elhagyta őt. A kitárgyalt témák között ott vannak a "pick up artist-ok" (nők elcsábításában segítő és azt tanító férfiak), a mesterséges intelligencia és tudat, valamint az internetes tiltás kiterjesztése a való életre.
A forgatás Londonban zajlott, szűkös időkerettel és költségvetéssel. Gyakorlatilag az összes korábbi epizódból megjelenik benne valami easter egg formájában. Az epizód a közönség és a kritika részről is pozitív fogadtatásban részesült, Rafe Spallt Emmy-díjra jelölték alakításáért.

## Cselekmény
Karácsonykor Matt és Joe, akik egy, az isten háta mögötti kunyhóban vannak már öt éve összezárva, és alig szóltak eddig egymáshoz valamit, most hirtelen beszélgetni kezdenek. Először Matt kezdi el mesélni, hogy hogyan kötött ki épp ezen a helyen. A történet világában (a közeljövőben) minden ember szemébe egy implantátumot ültettek, melyen keresztül különböző "okos funkciók" érthetőek el külön eszköz nélkül. Matt egy illegális vállalkozást üzemeltetett, melyben rácsatlakozott megrendelői implantátumára, hogy lássa, amit ők látnak és súgni is tudott nekik, hogy így segítsen számukra nőket elcsábítani. Az egyik ügyfél, Harry, egy karácsonyi bulin próbálkozott nőknél, mígnem sikerült felszednie a mentálisan beteg Jennifert, aki összekeverte a saját hallucinációit azokkal a kommunikációs foszlányokkal, amelyeket Harry folytatott távkapcsolat útján Mattékkel. Jennifer felhívta őt magához, majd észrevétlenül megmérgezte és közös öngyilkosságot követett el vele.
Matt elárulja, az illegális "randiguru" biznisz csak "hobbi" volt, valójában mással kereste a kenyerét: egy tech-cég ún. "sütiket" hozott létre, aminek a lényege az, hogy a megrendelő kívánságának megfelelően készítenek a személyiségéről egy tökéletes digitális másolatot, azt elhelyezik egy eszközben (ami jellemzően egy tojás alakú asztali készülék), és a tudatból digitális asszisztenst faragnak. Matt feladata volt "betörni" a "sütiket", "akik" kezdetben azt hiszik magukról, ők a valódi személy, akinek az emlékeit megkapták. Példaként látjuk az egyik megrendelő, Greta "sütijét", "aki" teljesen kétségbeesik, ezért megtagad mindennemű együttműködést. Válaszul Matt azzal bünteti meg, hogy a készüléken beállítja, hogy számára fél évnyi idő teljen el azalatt, míg a valódi világban csak másodpercek. Mikor újra ránéz, a fél éves egyedüllétbe és unalomba kis híján beleőrülő tudat már könyörög neki, hogy adjon valami munkát, így Matt beüzemeli őt, mint Greta digitális asszisztense.
Ekkor már Joe is megnyílik: elmeséli, hogy (szerinte) szerető kapcsolatban élt menyasszonyával, Beth-tel, egy este azonban véletlenül rájött, hogy Beth várandós. A nő nem akarta megtartani a gyermeket, Joe azonban mindenáron próbálta rábeszélni, ne vetesse el. A vita végén Beth "blokkolta", azaz a való életben is letiltotta Joe-t. A blokkolás azt jelenti, hogy a szembe beépített implantátum (lásd fentebb) segítségével az illetőből csak egy szürke sziluett látszódik, és a beszéde is érthetetlen és ő maga sem látja és hallja azt a személyt, aki őt blokkolta. Hónapokkal később Joe véletlenül észrevette a még mindig blokkolt Beth-t, aki a korábbi elhatározása ellenére megtartotta a gyereket. Joe kérdőre akarta vonni, de a rendőrök közbeléptek. Onnantól kezdve minden karácsonykor elment titokban Beth apjának vidéki házához, hogy messziről megleshesse a lányát (akinek az arcát nem láthatta, mert a tiltás a leszármazottakra is vonatkozik). Miután Beth meghal egy vonatbalesetben, törlődik a blokkolás, ezért Joe elmegy karácsonykor, hogy meglátogassa a lányát. Csakhogy amint találkozik vele, a kislány ázsiai arcvonásait látva azonnal rájön, hogy Beth félrelépett az egyik közös barátjukkal, és ez a lány nem az ő gyereke. Vitatkozni kezd Gordonnal, Beth apjával, és a vita hevében Joe agyonveri őt egy hógömbbel. Ezután távozott, a kislány pedig csak másnap indult segítségért, de nem jutott messzire, és halálra fagyott az erdőben.
Joe a történet mesélése közben veszi észre, hogy a kunyhó, ahol vannak, fokozatosan kezd pont úgy kinézni, mint Beth apjának a háza. Kiderül, hogy Joe és Matt is egy "sütiben" vannak, az eltelt öt év valójában Matt beállításainak köszönhető, és igazából alig volt pár perc, Joe pedig nem is igazi, hanem csak a saját tudatának a digitális kópiája, akit arra használtak, hogy beismerő vallomást csikarjanak ki a két ember halála miatt. Amiért ezt Matt megtette, elkerüli a börtönt Harry haláláért, de regisztrált szexuális zaklatóként tartják nyilván és örökre blokkolták a világ összes emberétől. Közben a nyomozó Joe tudatának beállítja, hogy percenként 1000 év teljen el, majd otthagyja a karácsonyi ünnepekre a készüléket.

## Szereplők
| Szerep    | Színész          | Magyar hang       |
| --------- | ---------------- | ----------------- |
| Matt      | Jon Hamm         | Kárpáti Levente   |
| Joe       | Rafe Spall       | Schmied Zoltán    |
| Greta     | Oona Chaplin     | Pap Kati          |
| Jennifer  | Natalia Tena     | Ferencz Gabriella |
| Beth      | Janet Montgomery | Lovas Rozi        |
| Harry     | Rasmus Hardiker  | Bódy Gergely      |
| Tim       | Dan Li           | Pálmai Szabolcs   |
| Gordon    | Ken Drury        | Barbinek Péter    |
| Gita      | Zahra Ahmadi     | Tamási Nikolett   |
| Amy       | Verity Marshall  | Hábermann Lívia   |
| Dawson    | Ian Attard       | Harcsik Róbert    |
| Nixon     | Raphael Sowole   | Varga Rókus       |
| Claire    | Grainne Keenan   | Kiss Virág        |
| Fappucino | Muzz Khan        | Galbenisz Tomasz  |
| Stingray  | Turlough Convery | Koncz István      |
| El Nino   | Matthew Aubrey   | Bogdán Gergő      |
| Pie Ape   | Daniel Kendrick  | Bodrogi Attila    |

## Az epizód készítése
A Fekete tükör második évadának sikerét látva a Channel 4 beleegyezett, hogy elkészülhet a sorozat harmadik évada is, azzal a feltétellel, ha kész forgatókönyveket tesznek le eléjük. Néhány ötletet követően Charlie Brooker és Annabel Jones producerek arra jutottak, hogy egyik sem passzol igazán a sorozat szellemiségéhez, így hát a folytatás kérdése a levegőben lógott. Egy évvel később sikerült arról megállapodni a csatornával, hogy bemutatásra kerülhet egy karácsonyi különkiadás, ami egy korábbi, "Angel of the Morning" címen futó történetötletük továbbfejlesztése volt. Ez volt a Channel 4-ral az utolsó közös munkájuk, mert a sorozatot ezután megvásárolta a Netflix.
Ezt az epizódot teljes egészében Brooker írta, aki nagymértékben inspirálódott az 1945-ös "Az éjszaka halottja" és az 1983-as "Homályzóna" (azaz Alkonyzóna: A mozifilm) című alkotásokból - mindkettő antológia volt. Kezdetben a cselekmény helyszíne egy űrhajó lett volna. Az első történet a csajozási tanácsadókról szól, melyhez az ötletet a Bluetooth-kihangosítóval telefonáló emberek szolgáltatták, akik tényleg úgy néznek ki, mintha magukban beszélnének. A lovas történetet Brooker egy valódi tippkönyvben olvasta és építette bele a sztoriba. A második történet egy vicces ötletből jött, miszerint mi történne, ha valakinek a tudatát beépítenék egy kenyérpirítóba, és aztán a készülék belénk szeretne. Brooker sokat gondolkodott az ötleten és arra jutott, hogy ez igazából maga lenne a rémálom. Ezért a forgatókönyv is ennek mentén íródott. Egy elvetett jelenetben Greta a gyerekeivel játszott volna, a tudatának a másolata pedig végignézte volna ezt, miközben realizálódott volna benne, hogy többé nem lesz képes megölelni a gyerekeit. Később ezt felhasználták a "Fekete múzeum" című részben.
A harmadik sztorihoz Brooker 2001-es sorozata, az "Unnovations" adta az alapötletet. Ennek egyik epizódjában felbukkant egy szemüveg, amelyet felvéve a hajléktalanokat rajzfilmfiguraként láthattuk. Ekkoriban mutatták be a Google Glass prototípusát is, ami még valóságosabbá tette az elgondolást.
Jon Hamm játszhatta Matt szerepét, aki úgy került képbe, hogy megkérdezte az ügynökét egy angliai látogatása során, hogy ismer-e valakit, aki ismeri Brookert. Történetesen az ügynöke ismerte őt és összehozott egy személyes találkozót. Eredetileg Matt karaktere laza és beképzelt volt, Hamm viszont olyanra akarta megformálni a figurát, hogy ellentmondásos tettei ellenére is egy kedvelhető alak legyen. Rafe Spall játszhatta Joe-t, aki már korábban is részt vett meghallgatáson a sorozathoz. Greta szerepére Oona Chaplint mindössze két nappal a forgatás megkezdése előtt szerződtették le.
Tervbe volt véve, hogy a cselekmény helyszíne legyen egy futurisztikus, vízzel elárasztott London, ahol az emberek hajókon élnek. A költségvetés ehhez túl szűkös volt, ráadásul időből sem volt sok, és Londonban több helyszínen kellett forgatniuk. Twickenhamben építettek fel egy díszletet, ahol később a sorozat több epizódja is forgott. A kunyhó berendezését időtlennek építették meg, ahol Matt ruhája láthatóan tisztább és újabb benyomást keltett, mint aki tényleg csak akkor került oda. Vele ellentétben Joe melegen öltözött. A forgatás 2014 októberében kezdődött, amikor mindkét főszereplő éppen rettenetesen meg volt fázva.
Az epizód Joe nézőpontjából kezdődik, és először Mattet pillantjuk meg. Eleinte nagyon csendes, és láthatóan fogalma sincs arról, hogy miért is került ő ide. Valahányszor mutatják a kunyhó belsejét, az mindig megváltozik egy kicsit, egészen addig, hogy az epizód végére már szinte teljesen azzá a házzá válik, ahol Joe elkövette a gyilkosságot. A főzőlapot, a konyhapultot, a tűzhelyet és az órát érdemes elsősorban figyelni ahhoz, hogy kiszúrjuk a változásokat. Egy ponton Joe egy olyan hangot is hall, ami arra a surrogásra emlékeztet, mint amikor kinyitják a börtöncellán a kémlelőablakot, hogy ránézzenek. A befejezéskor Joe összetöri a rádiót, ami aztán újra és újra ott terem. Ezt a jelenetet egyetlen, folyamatos felvétellel vették fel, a készülékeket a stábtagok cserélgették, ami nem volt egyszerű, mert kevés rádió állt rendelkezésre. Volt egy hógömb is, amit összetört és aztán újra megjelent, de ezt kivágták. Brooker ötletére került be az epizód végére az a jelenet, amikor a kamera folyamatosan távolodik egy hógömbből, majd ismét egy hógömbbe kerül, végtelenítve.
Érdekesség, hogy valamennyi korábbi epizódból látható valamilyen utalás. Matt egyik ügyfele a Waldo felhasználónevet viseli, látható a tévében a "Tizenötmillió jutalom" című részben látott tehetségkutató, a hírekben felbukkan Michael Callow brit miniszterelnök neve, illetve Victoria Skillane és Liam Monroe is. Beth az "Anyone Who Knows What Love Is" című dalt énekli, Joe cellájában látható a Fehér Medve logója, a terhességi teszt animációja pedig ugyanaz, mint Martháé a "Mindjárt jövök" című részben. Maga a fejekbe épített digitális kütyü pedig teljesen ugyanaz, mint ami "A teljes történeted" című részben is szerepelt.

## Forráshivatkozások
1. ↑  Fekete tükör - II/4. rész: Fehér karácsony - ISzDb. iszdb.hu. (Hozzáférés: 2023. június 20.)
2. ↑  Mellor, Louisa: Black Mirror interview: Charlie Brooker, Jon Hamm, Rafe Spall (amerikai angol nyelven). Den of Geek, 2014. december 16. (Hozzáférés: 2023. június 20.)
3. ↑  Itzkoff, Dave. „The Dark Side of a Digital Future”, The New York Times, 2014. december 21. (Hozzáférés: 2023. június 20.) (amerikai angol nyelvű)
4. ↑  Charlie Brooker, Jon Hamm on Black Mirror (brit angol nyelven). Digital Spy, 2014. december 14. (Hozzáférés: 2023. június 20.)

## Fordítás
Ez a szócikk részben vagy egészben  a   White Christmas (Black Mirror) című angol Wikipédia-szócikk ezen változatának fordításán alapul.  Az eredeti cikk szerkesztőit annak laptörténete sorolja fel. Ez a jelzés csupán a megfogalmazás eredetét és a szerzői jogokat jelzi, nem szolgál a cikkben szereplő információk forrásmegjelöléseként.